# Atentado en Santander de Quilichao de 2019
El atentado en Santander de Quilichao ocurrió el 23 de noviembre de 2019, dejando como saldo tres muertos y de siete a diez heridos, principalmente miembros de la Policía Nacional de Colombia. El Gobierno colombiano responsabilizó del ataque a las Disidencias de las FARC-EP. El suceso se dio durante el desarrollo del Paro Nacional de 2019.

## Desarrollo

### Ataque
El ataque se dio en la ciudad de Santander de Quilichao, con carros llenos de cilindros con explosivos; se desarrolló entre las 9:00 a. m. (hora colombiana) contra miembros policiales y civiles en las inmediaciones de una comisaría, el atentado afecto materialmente todo el barrio.
El autor del ataque sería las disidencias de las FARC-EP que operan por el control de narcotráfico en el departamento del Cauca, el barrio violentado se llamaba El Limonar y se quedó sin electricidad por los ataques, y dos viviendas completamente destruidas, además de daños menores.

### Víctimas
Se registraron entre siete a diez heridos, entre policías y civiles, las víctimas mortales fueron tres, los efectivos policiales: Ever Danilo Canacuan Cuaical, Roy Gallyadi Fernández y Jesús Norbey Muelas Ipia.

## Reacciones
El presidente Iván Duque, mediante su cuenta oficial de Twitter se manifestó: «Condenamos el cobarde atentado terrorista en Santander de Quilichao que deja a 3 de nuestros policías muertos y 7 heridos. La orden a nuestra Fuerza Pública es identificar a los responsables de este hecho. Nuestra voz solidaria a esta comunidad y a los familiares de estos héroes.»